# 水天一色
水天一色（1981年11月11日—）是中华人民共和国的推理作家。前《推理》杂志编辑。

## 经历
水天一色从19岁开始创作推理小说，并在网络上发表自己的作品。2004年，她毕业于北京工业大学计算机系，此后便在网络上开始了推理小说的创作。2006年，她入职《推理》杂志编辑部，成为了一名编辑，此后也在《推理》杂志上发表自己的作品。2008年，水天一色从辞职，成为了一名自由撰稿人。
早年推理界熟悉水天一色的人曾这样评价道：“水天一色离职了推理杂志，会让中国侦探推理文学倒退了五十年。”
水天一色主要有两个代表性的系列，其一是以唐代为背景、乱神馆主离春为侦探的《乱神馆记》系列，其二是以学生杜落寒为侦探的《杜公子》系列。

## 主要作品

### 作品日译本
- 蝶の夢 乱神館記 アジア本格リーグ4 （島田荘司選、大澤理子訳、講談社、2009年11月）ISBN 9784062159012 （原题：《乱神馆记之蝶梦》）

### 单行本
- 乱神館記系列之蝶夢 - 内蒙古人民出版社、2006年 ISBN 9787204088256
- 杜公子系列之校園惨劇 - 内蒙古人民出版社、2008年
- 杜公子系列之盲人与狗 - 内蒙古人民出版社、2008年

### 杂志刊载短篇
- 丑小鵞 - 《岁月·推理》2009年1号
- 我這様的人 - 《岁月·推理》2009年9号
- 輸給愛情 - 《岁月·推理》2009年11号

## 脚注
1. ↑  水天一色, 蝶の夢. . 講談社. 2009年. ISBN 9784062159012.
2. ↑  楚州狂生. . 2008年9月4日  [2021年4月3日] （中文）.